# Monika Kulczyk
Monika Kulczyk (ur. 22 stycznia 1992 w Żywcu) – polska aktorka teatralna i filmowa.

## Życiorys
W 2011 roku ukończyła Liceum Ogólnokształcące nr 1 im. Mikołaja Kopernika w Żywcu. Absolwentka Wydziału Aktorskiego filii krakowskiej Akademii Sztuk Teatralnych im. Stanisława Wyspiańskiego we Wrocławiu (2018).
Od 1 grudnia 2018 występuje gościnnie w przedstawieniu Królowie strzelców. Sport w cieniu imperium na scenie Teatru Nowego w Zabrzu.

## Filmografia
Filmy:
- Fatalne skutki czytania książek (2016)[3]
- Najlepszy (2017)[3]
- Listy do M. 4 (2020)[3]

Seriale:
- Ojciec Mateusz jako przyjaciółka Anity w odcinku Tajemnica spowiedzi (2019)[4]
- The Office PL jako Agnieszka Majewska (od 2021)[3]

## Teatr
| Data premiery  | Spektakl                                    | Rola | Teatr               | Źródło |
| -------------- | ------------------------------------------- | ---- | ------------------- | ------ |
| 1 grudnia 2018 | Królowie strzelców. Sport w cieniu imperium |      | Teatr Nowy w Zabrzu | [ 5 ]  |